# Jean Bernard Marquette
Pour les articles homonymes, voir Marquette.
Jean Bernard Marquette, né le 31 mars 1934 à Grignols et mort le 24 novembre 2020 à Bordeaux, est un historien médiéviste français, spécialiste de la Gascogne — en particulier de la Maison d'Albret — et de géographie historique.

## Biographie

### Universitaire
Jean Bernard Marquette, né le 31 mars 1934 à Grignols, est élève au lycée Montaigne de Bordeaux, puis étudiant à la faculté des lettres de Bordeaux,. Il réussit l'agrégation d’histoire en 1957,, et devient professeur en lycée à Périgueux puis à Bordeaux (1957-1967),.
De 1967 à 2002, il fait toute sa carrière universitaire à la faculté des lettres de Bordeaux devenue ensuite l'université Bordeaux-Montaigne, d'abord comme assistant, puis maître-assistant, maître de conférences et enfin professeur d’histoire médiévale,,. Il devient professeur émérite en 2002.

### Historien de la Maison d'Albret
Spécialiste de la Gascogne médiévale à laquelle il est lié par ses origines familiales, et en particulier de la Haute Lande, Jean Bernard Marquette consacre beaucoup de ses  travaux à la Maison d'Albret.
En 1968, il soutient une thèse de troisième cycle sur le fonds d'archives de Langoiran. En 1972, il soutient sa thèse de doctorat d'État, dirigée par Yves Lefèvre et consacrée à la Maison d'Albret des origines à 1360. Le jury est composé de Charles Higounet, Charles Samaran, Philippe Wolff, Jean Favier et Bernard Guillemain. Ce travail, malgré la rareté des sources avant le XIIIe siècle, dépasse la monographie familiale et construit une géographie exhaustive. Cette thèse est ensuite publiée en plusieurs tomes par la revue Les Cahiers du Bazadais avant d'être rééditée, avec des ajouts, par les éditions Ausonius, dépendantes de l'université Bordeaux-Montaigne, en 2010.
En complément de sa thèse, Jean Bernard Marquette édite un recueil de sources, un volume d'actes de la Maison d'Albret. Selon l'historienne Kathleen Major, « The edition conforms to the usual impeccable standard of the series ». Par ailleurs, l'historien Willy Steurs relève que ces documents « présentent un intérêt de premier ordre pour l'histoire économique, sociale, politique ou institutionnelle de Bordeaux et  du Bordelais ».

### Géographie historique
Jean Bernard Marquette publie des études de géographie historique sur les paroisses, les villes, etc.,. Il publie une centaine d'articles sur les pays landais. Participant à l'édition et à l'étude du Livre rouge de la cathédrale de Dax, il décrit la géographie de ce diocèse, plus précisément son réseau de paroisses.
À partir de 1982, il dirige la collection de l’Atlas historique des villes de France, prenant la suite de Philippe Wolff et de Charles Higounet. Cette collection relève de la Commission internationale pour l’histoire des villes, dont Jean Bernard Marquette est membre,. En 2020, cette collection compte une cinquantaine de volumes, publiés à partir de 1982. Au total, quarante-huit fascicules sont édités sous la direction de Jean Bernard Marquette, d'abord par le CNRS puis par les éditions Ausonius, couvrant différentes régions : Midi-Pyrénées, Aquitaine, Bretagne, Lorraine et Franche-Comté,,. Il est aussi un acteur du développement des études d'archéologie médiévale, notamment de castellologie,.
De 1989 à 2007, Jean Bernard Marquette co-dirige les Annales du Midi avec Michel Taillefer,. En 1990, il dirige avec Pierre Bonnassie la publication d'un numéro remarqué des Annales du Midi dédié à la mémoire de Charles Higounet. Membre fondateur de l'association les Amis du Bazadais, Jean Bernard Marquette en dirige la revue, Les Cahiers du Bazadais de 1961 à 2015,,. Il collabore à plusieurs livres d’histoire générale ou régionale.
Son dernier ouvrage est consacré à un vignoble prestigieux de Pessac, le château Pape Clément. Selon la critique, ce livre « trouvera sa place, par la richesse des informations fournies à ce sujet, parmi les incontournables de l’historiographie du vignoble bordelais à la fin du Moyen Âge. ».
Jean Bernard Marquette meurt le 24 novembre 2020 à Bordeaux,,.

## Principales publications

### Ouvrages personnels
- Le Trésor des chartes d'Albret, t. 1 : Les Archives de Vayres. Première partie, Le Fonds de Langoiran, Paris, Bibliothèque nationale, coll. « Collection de documents inédits sur l'histoire de France / in-4° », 1973, 803 p.[9],[10],[11].
- Les Albret. Les hommes et le patrimoine, Bazas, coll. « Cahiers du Bazadais », 1975-1979, 1re éd.[7],[22].

Réédition augmentée : Les Albret : l'ascension d'un lignage gascon, XIe siècle-1360, vol. 18, Pessac, Ausonius Éditions, coll. « Scripta Mediaevalia », 2010, 2e éd. (1re éd. 1975-1979), 702 p. (ISBN 978-2-35613-038-9, présentation en ligne).
- Bazas, Gironde, Paris, CNRS, coll. « Atlas historique des villes de France », 1982.
- Mont-de-Marsan, Landes, Paris, CNRS, coll. « Atlas historique des villes de France », 1982.
- De la vigne du pape au château du pape Clément, Pessac, Ausonius, coll. « Scripta Receptoria », 2018, 240 p. (ISBN 978-2-35613-233-8, présentation en ligne).

### Ouvrages collectifs
- Jacques Boisgontier et Jean Bernard Marquette (édition), Bernard Vigneau. Lexique du gascon parlé dans le Bazadais 1879, Bazas, Les Amis du Bazadais, 1982, 345 p.
- André Klingebiel et Jean Bernard Marquette (dir.), La Grande Lande. Histoire naturelle et géographie historique : Actes du colloque de Sabres, 27-29 novembre 1981, Paris, éditions du CNRS et du Parc naturel régional des Landes de Gascogne, 1985, 604 p.[23].
- Jean Cabanot, Jean Bernard Marquette et Bernadette Suau, Guide pour la visite de quelques églises anciennes de Chalosse, Amou, Aulès, Baigts, Mont-de-Marsan, Amis des églises anciennes des Landes, 1987, 56 p. (BNF 34992451).
- Pierre Bonnassie et Jean Bernard Marquette (dir.), Annales du Midi : revue archéologique, historique et philologique de la France méridionale : Cadre de vie et société dans le Midi médiéval : hommage à Charles Higounet., t. 102, Toulouse, Privat (no 189-190), 1990 (lire en ligne)[19].
- André Klingebiel et Jean Bernard Marquette (dir.), La Grande Lande: géographie historique : Actes du colloque tenu au Teich au Centre Permanent d'Initiation à l'Environnement, 19 - 20 octobre 1985, Presses Universitaires de Bordeaux, 1995, 215 p. (ISBN 978-2-86781-126-5, lire en ligne).
- Jean Cabanot et Jean Bernard Marquette (dir.), L’Église et la société dans le diocèse de Dax aux XIe et XIIe siècles : Journée d’études sur le Livre rouge de la cathédrale de Dax, Dax, Les Amis des églises anciennes des Landes - Comité d’études sur l’histoire et l’art de la Gascogne, 2004, 189 p.[12],[13],[24].
- Jean Bernard Marquette et Yan Laborie (dir.), Labrit, castrum de la Grande Lande : Aux origines de la famille d'Albret, Bordeaux, Fédération Aquitania, coll. « Aquitania. Suppléments » (no 42), 2021, 440 p. (ISBN 978-2-910763-47-3).

## Distinctions
- Chevalier de la Légion d'honneur[25].
- Officier de l'ordre des Palmes académiques[4],[3].
- Membre de l'Académie nationale des sciences, belles-lettres et arts de Bordeaux[2],[4],[3], qu'il préside en 2014[3].

### Notices biographiques
- Frédéric Boutoulle, Sandrine Lavaud, Ézéchiel Jean-Courret et Sylvie Faravel, « Jean-Bernard Marquette », sur Historia Urbium (consulté le 27 octobre 2022).
- Jean-Pierre Poussou, « Jean Bernard Marquette », Actes de l'Académie nationale des sciences, belles-lettres et arts de Bordeaux, 5e série, vol. 45,‎ 2020 (lire en ligne).
- Revue, « In memoriam Jean Bernard Marquette », Annales du Midi, vol. 132, no 311,‎ 2020, p. 295–311 (lire en ligne, consulté le 27 août 2024).
- « Jean Bernard Marquette, historien de la Haute Lande », sur Université Bordeaux Montaigne, 22 juillet 2022 (consulté le 27 octobre 2022).